# Ali Şahin (taekwondo)
Ali Şahin es un deportista turco que compitió en taekwondo. Ganó una medalla en el Campeonato Mundial de Taekwondo de 1993, y tres medallas en el Campeonato Europeo de Taekwondo entre los años 1986 y 1990.

## Palmarés internacional
| Campeonato Mundial | Campeonato Mundial          | Campeonato Mundial | Campeonato Mundial |
| Año                | Lugar                       | Medalla            | Categoría          |
| ------------------ | --------------------------- | ------------------ | ------------------ |
| 1993               | Nueva York (Estados Unidos) | Medalla de plata   | +83 kg             |
| Campeonato Europeo |                             |                    |                    |
| Año                | Lugar                       | Medalla            | Categoría          |
| 1986               | Seefeld (Austria)           | Medalla de bronce  | +83 kg             |
| 1988               | Ankara (Turquía)            | Medalla de plata   | +83 kg             |
| 1990               | Århus (Dinamarca)           | Medalla de oro     | +83 kg             |